# Distretto di Kaman
Il distretto di Kaman (in turco Kaman ilçesi) è uno dei distretti della provincia di Kırşehir, in Turchia.